# Ministère des Travaux publics et des Routes
Pour les autres articles nationaux ou selon les autres juridictions, voir Ministère des Travaux publics.
Le ministère des Travaux publics et des Routes (arabe : وزارة الأشغال العامة والطرق) est le département ministériel du gouvernement yéménite chargé de veiller au bon fonctionnement des routes et la bonne gouvernance des travaux publics.

## Liste des ministres
| Début            | Fin             | Ministre                 | Gouvernement                          |
| ---------------- | --------------- | ------------------------ | ------------------------------------- |
| 28 juillet 2022  | En poste        | Salem Mohamed al-Harayzi | Gouvernement Maïn Abdelmalek Saïd (2) |
| 18 décembre 2020 | 28 juillet 2022 | Manea Ben Yamain         | Gouvernement Maïn Abdelmalek Saïd (2) |

## Annexe